# فرانس گیبنز
فرانس گیبنز (انگلیسی: Frans Gibens; ۱ ژانویهٔ ۱۸۹۶ – ۱ ژانویهٔ ۱۹۶۴) ژیمناست هنری اهل بلژیک بود.